# Хунаньская операция (1943)
Хунаньская операция или Вторая Чунцинская операция — одна из военных операций японских войск против национально-революционной армии Китая в 1943 году во время японо-китайской войны (1937—1945).

## Военно-стратегическая ситуация
В 1943 году японское командование продолжало осуществлять ряд частных операций в Китае. Эти операции имели целью способствовать успеху «мирного» наступления», которое японцы вновь начали проводить, стремясь склонить правительство Чан Кайши к заключению мира. Поскольку изменение в стратегическом положении усиливало сопротивление Чунцина «мирному» наступлению Токио, японское командование стало готовиться к развертыванию весенне-летних военных операций в провинциях Хубэй и Хунань. Эти операции имели своей целью, в частности, не дать крестьянам этих провинций, являвшихся житницами Китая (особенно Хубэй), собрать урожай и таким образом использовать фактор голода в качестве одного из средств, чтобы склонить к миру гоминьдановское правительство. 
По плану, одобренному верховным командованием в Токио, в течение весны и лета 1943 года должны были осуществлены две частные наступательные операции: в Западном Хубэе и в Северной Хунани вдоль западного побережья озера Дунтинху, которые были названы Чунцинскими. Официально обе эти операции должны были «улучшить исходные позиции для последующего наступления в западном и юго-западном направлении» с целью создать непосредственную угрозу столице чанкайшистского правительства — Чунцину. Первая операция, проводившаяся в мае 1942 года, закончилась неудачей и отводом участвовавших войск.
Вскоре началась подготовка наступательной операции на западном берегу озера Дунтин, где имелось в виду использовать поддержку кораблей японской военно-речной флотилии, вошедших в озеро из Янцзы. Эта подготовка продолжалась полтора месяца. Столь длительный срок был вызван отсутствием у японского командования резервов для пополнения потерь. Численность японских войск, выделенных для наступления, составила около 100 тысяч человек.
Предвидя возможность участия американской авиации в предстоящих боях, японское командование усилило свою авиацию поддержки, доведя ее численность до 70 бомбардировщиков, 50 истребителей и 30 самолетов-разведчиков. Кроме того, 17 кораблей военно-речной флотилии на озере Дунтинху были снабжены зенитно-артиллерийским и зенитно-пулеметным оружием. 

## Ход операции
2 августа 1943 года главная группировка японских войск форсировала на широком фронте Янцзы в районах Хэчжун — Шишоу — Шаши и устремилась в южном направлении. В то же время корабли на западном побережье озера Дунтинху высадили десанты пехоты, которые развернули наступление в направлении Хуачжун — Наньсянь, имея задачу выйти в район Линьли и встретиться там с частями наступающей главной группировки. Вспомогательная группировка японских войск в районе Ичана (части 3-й и 13-й пехотных дивизий) также форсировала Янцзы и к 16 августа, обойдя позиции китайских войск в районе Уфын, вышла к населенному пункту Шимынь. Здесь она встретила сопротивление 92-й китайской дивизии и дальше продвинуться не сумела.
Тем не менее к 16 августа фронт японского наступления выровнялся и достиг рубежа Наньсянь — Линьли — Шимынь. На этом рубеже в связи с выводом из строя в результате бомбардировок американской и китайской авиацией переправ через Янцзы, а также в связи с недостаточной дальностью огня корабельной артиллерии озерной флотилии, а следовательно, невозможностью поддержать огнем развитие наступления, японское командование приняло решение о переходе к обороне. 
Чтобы скрыть это решение от противника, передовой отряд, составленный из подвижных подразделений (мотопехоты и кавалерии) из состава 17-й отдельной бригады, в течение 17—19 августа пробился к Чандэ, ворвался на его окраины, но вскоре был выбит обороняющимися здесь частями 51-й китайской дивизии. К городу были переброшены соединения 4-го военного района (59, 90, 99-я дивизии), а затем на рассвете 20 августа вся группировка китайских войск от Чандэ до Уфына нанесла удар по еще не успевшим закрепиться японским войскам, отбросив их к Янцзы. В Янцзы вошли корабли японской речной флотилии и своим огнем заставили китайские соединения прекратить наступление. К 25 августа фронт был полностью восстановлен и китайские войска вновь заняли свои прежние позиции.
Таким образом, весенне-летнее наступление в 1943 года на китайском фронте закончилось неудачно для японской армии.